# Mariëtte Middelbeek
Mariëtte Middelbeek (Wieringerwerf, 1983) is een Nederlands schrijfster. Als schrijfster heeft Middelbeek meer naamsbekendheid en grotere successen geboekt onder haar schrijverspseudoniem Linda van Rijn.

## Biografie
Na haar gymnasium, dat ze doorliep aan het Zuyderzee College in Emmeloord, studeerde ze journalistiek in Utrecht. Sinds 2004 schrijft Mariëtte Middelbeek voor een aantal tijdschriften, waaronder Kek Mama en Vorsten Royale.
Middelbeek begon haar auteurschap met het schrijven van doktersromans en stapte later over naar chicklits (vlotte literatuur voor vrouwen). In 2006 kwam haar eerste chicklit uit, Twee is te veel. Van haar hand verschenen onder andere de romans Single & sexy en Turbulentie, dat ook is uitgegeven in Duitsland.
Daarnaast schreef Middelbeek een serie boeken over mensen die hun werk doen in de frontlinie van de samenleving. In deze serie verschenen bij Uitgeverij Marmer de boeken Verhalen uit de ambulance, Verhalen uit de reddingsboot en De weg terug, ook in het Engels vertaald The road home.
Sinds 2014 heeft Middelbeek ook een vijftal jeugdthrillers uitgebracht.
Middelbeek maakte in april 2022 bekend dat zij de schrijfster is die sinds 2011 schuil gaat achter het schrijverspseudoniem Linda van Rijn. In het algemeen was niet bekend dat Van Rijn een pseudoniem was. Onder dit pseudoniem waren tot april 2022 een totaal van 29 boeken uitgebracht met ruim tweeënhalf miljoen verkochte exemplaren en behaalde ze met bijna al haar boeken De Bestseller 60 van bestverkochte boeken in Nederland.

## Bestseller 60
| Boeken met noteringen in de Nederlandse Bestseller 60 | Jaar van verschijnen | Datum van binnenkomst | Hoogste positie | Aantal weken | Opmerkingen |
| ----------------------------------------------------- | -------------------- | --------------------- | --------------- | ------------ | ----------- |
| Verhalen uit de ambulance                             | 2009                 | 28-10-2009            | 24              | 2            |             |
| Single & Sexy                                         | 2010                 | 14-04-2010            | 16              | 21           |             |
| Turbulentie                                           | 2012                 | 17-07-2012            | 54              | 3            |             |

- Digitale Bibliotheek voor de Nederlandse Letteren: midd049
- Gemeinsame Normdatei: 1017639086
- International Standard Name Identifier: 0000 0001 4034 7162
- Nederlandse Thesaurus van Auteursnamen: 295882271
- Système universitaire de documentation: 114011222
- Virtual International Authority File: 209019042
- WorldCat: E39PBJxWW4V6m3cJcx4v7DMpT3